# Padrón Real
Le Padrón Real (en français Registre Royal), connu également après le 2 août 1527 sous le nom de Padrón General (Registre Général), est la carte espagnole officielle et secrète utilisée comme modèle pour toutes les cartes présentes sur les navires espagnols pendant le XVIe siècle. Elle est gardée à Séville à la Casa de Contratación. Les capitaines des navires doivent utiliser une copie de cette carte officiellement du gouvernement où ils risquent une amende de 50 doblas. Celle-ci inclut probablement une carte à grande échelle accrochée au mur de l’ancien Alcazar de Séville. Les cartographes les plus célèbres à avoir contribué à cette carte sont Fernand Colomb, Amerigo Vespucci, Diego Ribero, Sebastian Cabot, Alonso de Santa Cruz et Juan Lopez de Velasco.

## Origine

Une copie du Padrón Real de Diego Ribero (1529). La copie originale se trouve à la Bibliothèque du Vatican.

Le Padrón Real est constamment amélioré depuis sa première version datant de 1507 ou 1508. Elle est produite dans une organisation espagnole basée à Séville, la Casa de Contratación, établie en 1503. Tous les navires de retour en Espagne doivent signaler à la Casa de Contratación tous les détails des découvertes qu'ils ont faites, ainsi que leur latitudes et longitudes. Les capitaines de navires effectuent ce rapport sous serment. Les responsables de la Casa de Contratación reportent ensuite ces informations sur leurs cartes. Lorsqu'un nouveau navire part, des cartes copiées du modèle, le Padrón Real, leur sont remises.
Cette carte connait plusieurs versions entre 1525 et 1532, après le tour du monde de Fernand de Magellan, ainsi qu'après les explorations espagnoles en Amérique du Nord. D'autres révisions de la carte royale sont réalisées par les cartographes royaux Alonso de Chaves en 1536 et par Alonso de Santa Cruz en 1542.
Pratiquement aucune de ces cartes n'a survécu, mais quelques copies faites pour les princes et dignitaires étrangers nous sont parvenues. Par exemple, dans la bibliothèque Laurentienne à Florence, se trouve une carte qui aurait été tiré du Padrón Real, appelée planisphère de Salviati. Ce planisphère a probablement été offerte au nonce apostolique le cardinal Giovanni Salviati par l'Empereur du Saint-Empire Charles Quint en 1526. Dans les archives du Castiglione Marchesi à Mantoue se trouve une autre carte du monde similaire, produite à peu près à la même époque et donnée par l'Empereur au comte Baldassare Castiglione.
Il y a d'autres exemples de cartes copiées du Padrón Real et données à divers princes germaniques. La copie la plus impressionnante se trouve dans la bibliothèque du Vatican, et a été donnée au pape Clément VII par Charles Quint en 1529. Cette grande carte de 83,8 cm sur 203,2 cm est dessinée sur du vélin et serait l'un des exemplaires de présentation réalisés dans les années 1520 lorsque l'Espagne et le Portugal étaient en conflit sur leurs frontières. Elle a un certain nombre de rhumbs et de roses de vents tels que ceux que l'ont trouve dans les cartes de navigation portugaises médiévales de la Méditerranée. Les côtes présentent de nombreux toponymes identifiant des endroits particuliers en les revendiquant pour l’Espagne. La carte de Ribeiro comporte également des lignes de latitude rudimentaires et des lignes marquant l’équateur, le tropique du Cancer et le tropique du Capricorne, ainsi que les cercles arctique et antarctique, lesquels sont des innovations pour l'époque. Elle ne contient aucune information imaginaire lorsque aucune véritable information n'était disponible.
Le Padrón Real est assez similaire à la carte maîtresse secrète portugaise, le Padrão Real développé par l'organisation Casa da India qui a été créée à Lisbonne en 1500 ou 1501 et a duré jusqu'en 1755.

## Cartographes
L'entreprise de faire une carte modèle pour les autres cartes de navigation est immense et elle est prise très au sérieux. Sans de telles aides à la navigation, la capacité de l’Espagne à exploiter et à profiter de ses découvertes aurait été limitée. La Casa de Contratación compte un grand nombre de cartographes et de navigateurs, archivistes, administrateurs et d'autres personnes impliquées dans la production et la gestion du Padrón Real.
Le célèbre Amerigo Vespucci, qui effectue au moins deux voyages vers le Nouveau Monde, est pilote pour la Casa de Contratación jusqu'à sa mort en 1512. En 1508 un poste spécial est créé pour lui : le « pilote majeur ». Il a la responsabilité de former de nouveaux navigateurs aux voyages océaniques. Son neveu Juan Vespucci hérite des cartes et des instruments nautiques de son célèbre oncle et est nommé au poste d'Amerigo Vespucci en tant que pilote officiel du gouvernement espagnol à Séville. En 1524, Juan Vespucci est nommé examinateur des pilotes en remplacement de Sebastian Cabot qui dirige alors une expédition au Brésil. 
En 1526, Charles Quint confie à Fernand Colomb la responsabilité d'établir une nouvelle version du  Padrón Real et le nomme Piloto mayor en 1528 durant l'absence de Sebastian Cabot. Colomb est assisté par Diego Ribero, en service depuis 1518, et Alonso de Chaves.
Dans les années 1530 et 1540, les principaux cartographes (appelés « cosmographes ») de la Casa de Contratación travaillant sur le Padrón Real sont Alonso de Santa Cruz, Sebastian Cabot et Pedro de Medina.
Le cartographe Diego Gutiérrez est nommé cosmographe de la Casa de Contratación par le roi le 22 octobre 1554, après la mort de son père en janvier, et travaille sur le Padrón General. En 1562, Diego Gutierrez publie à Anvers une remarquable carte intitulée « Americæ Descriptio ». La raison pour laquelle elle est publiée à Anvers plutôt qu'en Espagne, est que les graveurs espagnols n’ont alors pas les compétences nécessaires pour imprimer un document aussi compliqué. Parmi les autres cosmographes citons Alonso de Chaves, Francisco Falero, Jérónimo de Chaves et Sancho Gutiérrez.
À la fin du XVIe siècle, Juan Lopez de Velasco est pilote majeur de Séville. Il produit une carte maîtresse et douze cartes secondaires représentant l'Empire espagnol dans le monde sous forme cartographique. Cet exploit surpasse alors tout ce qui avait été fait préalablement par les autres puissances européennes. Cependant cela marque également la fin de la suprématie de l'Espagne dans la cartographie. Après le travail de Velasco, d'autres cartographes, comme les Anglais, les Néerlandais et les Français, sont en msesure d'organiser et de présenter des informations géographiques.